# Hofgasteinerhaus
Das Hofgasteinerhaus (auch Hofgasteiner Haus) ist ein Naturfreundehaus in der Marktgemeinde Bad Hofgastein im österreichischen Bundesland Salzburg.

## Lage und Betrieb

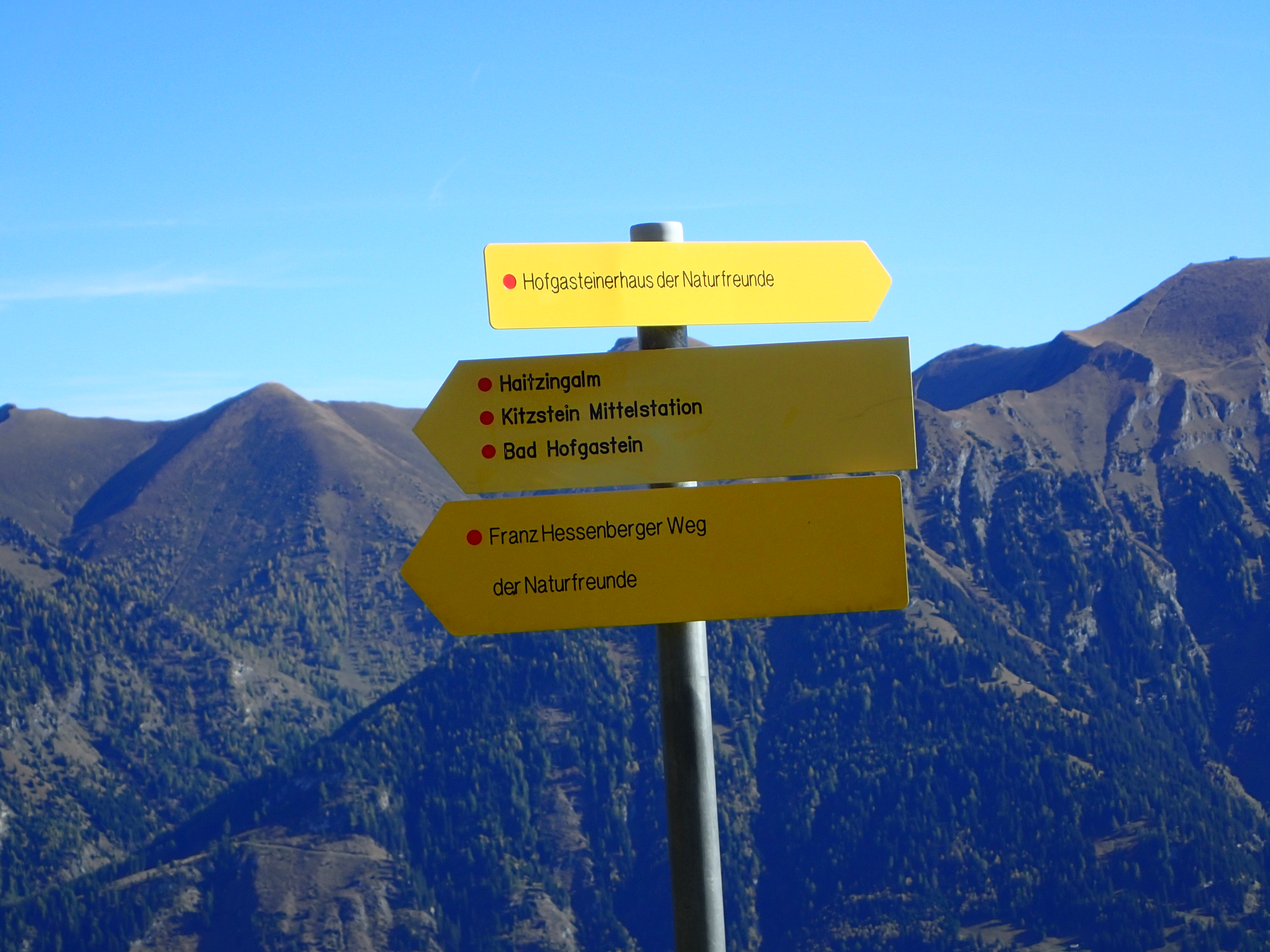
Wanderwegweiser zum Hofgasteinerhaus der Naturfreunde

Das Hofgasteinerhaus befindet sich auf der Schlossalm an den südlichen Hängen der Hirschkarspitze in der Goldberggruppe. Es ist eine Ortslage der Ortschaft Weinetsberg und gehört zur Katastralgemeinde Wieden. Das Gebäude steht auf einer Höhe von 1923 m ü. A. und ist abgesehen von der Nordseite von einem Grünerlen-Buschwald umgeben. Das Gelände fällt Richtung Südosten zum Schloßbach ab.
Erreichbar ist das Hofgasteinerhaus über einen Fußweg von der Seilbahn-Bergstation der Schlossalmbahn. Der Gastronomiebetrieb verfügt über bis zu 200 Sitzplätze. Für Übernachtungen werden 42 Schlafplätze in 14 Doppelzimmern, zwei Familienzimmern (mit Doppelbett und Couch) und einem Bettenlager angeboten. Die Schipisten beim Hofgasteinerhaus werden von den Liftanlagen Schlossalmbahn, Pendelbahn Schloßalm und Sendleitenbahn erschlossen. Außerdem führt der Weitwanderweg Salzburger Almenweg beim Haus vorbei. Es gibt eine Stempelstelle für Wandernadeln des Österreichischen Alpenvereins.

## Geschichte
Die Ortsgruppe Bad Hofgastein der Naturfreunde kaufte 1946 eine kleine Hütte und erbaute an ihrer Stelle, bei der damaligen Bergstation eines Sessellifts, von 1952 bis 1953 eine bescheidene Unterkunftshütte aus Stein. Diese Hütte wurde am 19. Jänner 1954 eröffnet. Sie wurde von 1962 bis 1963 umgebaut und mit einem großen Zubau versehen. Sie entsprach nun den damaligen Standards eines modernen Bergunterkunfthauses. Von 2020 bis 2022 wurde das Hofgasteinerhaus erneut umgebaut und generalsaniert. Im Jahr 2024 wurde es mit dem Österreichischen Umweltzeichen ausgezeichnet.